# 弦 (春秋)
弦（げん）は、周代の比較的弱小な諸侯国。
紀元前656年、斉の桓公が諸侯同盟軍を率いて楚を討伐した。楚は屈服し、斉の同盟に加入させた。楚が弱く、斉が強いことは周知のことであり、楚に比較的近くにある諸侯国も斉に寝返った。同時に弦の縁戚である江・黄・道・柏は斉と和睦した。紀元前655年に楚によって滅亡した。弦の君主は黄に逃亡した。

## 参考資料
- 楊伯峻《春秋左伝注》